# Gabriel Debru
Gabriel Debru (ur. 21 grudnia 2005 w Grenoble) – francuski tenisista.

## Kariera tenisowa
W 2021 zadebiutował w cyklu ITF Men’s Circuit oraz ATP Challenger Tour.
Startując w rozgrywkach juniorów, Gabriel Debru w 2022 roku zwyciężył w French Open w grze pojedynczej chłopców. W finale pokonał Belga Gillesa Arnauda Bailly. W tym samym roku dotarł do finału Wimbledonu w grze podwójnej, grając w parze z Paulem Inchauspé. W finałowym meczu przegrali z Amerykanami Sebastianem Gorznym i Alexem Michelsenem.
W rankingu gry pojedynczej najwyżej był na 500. miejscu (6 marca 2023), a w zestawieniu gry podwójnej na 727. pozycji (22 maja 2023).

### Finały juniorskich turniejów wielkoszlemowych

#### Gra pojedyncza (1–0)
| Końcowy wynik | Nr | Data           | Turniej            | Nawierzchnia | Przeciwnik           | Wynik finału |
| ------------- | -- | -------------- | ------------------ | ------------ | -------------------- | ------------ |
| Zwycięzca     | 1. | 4 czerwca 2022 | French Open, Paryż | Ceglana      | Gilles Arnaud Bailly | 7:6(5), 6:3  |

#### Gra podwójna (0–1)
| Końcowy wynik | Nr | Data         | Turniej           | Nawierzchnia | Partner        | Przeciwnicy                     | Wynik finału |
| ------------- | -- | ------------ | ----------------- | ------------ | -------------- | ------------------------------- | ------------ |
| Finalista     | 1. | 9 lipca 2022 | Wimbledon, Londyn | Trawiasta    | Paul Inchauspé | Sebastian Gorzny Alex Michelsen | 6(5):7, 3:6  |